# Madolenihmw

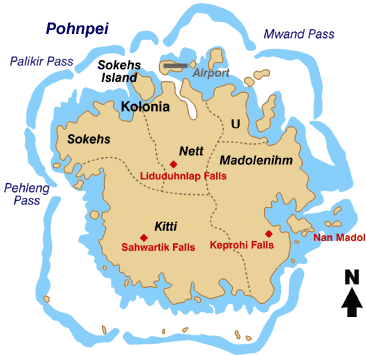
Landkaart van Pohnpei met de verschillende gemeenten. Madolenihmw ligt in het oosten.

Madolenihmw is een van de gemeenten in de staat Pohnpei in Micronesia. Madolenihmw grenst aan Kitti in het westen, Nett in het noordwesten en U in het noorden. Voor de kust van Madolenihmw ligt het eilandje Temwen, bekend om de Nan Madol-ruïnes.

## Geboren
- John Ehsa (20 augustus 1958), politicus en gouverneur van Pohnpei

Kapingamarangi · Kitti · Kolonia · Madolenihmw · Mokil · Nett · Ngatik · Nukuoro · Oroluk · Pingelap · Sokehs · U · Sapwalap
- Library of Congress Control Number: n98070603
- Nationale Bibliotheek van Israël: 987007537938405171
- Virtual International Authority File: 130365564